# أمراض القمح والشعير
أمراض القمح والشعير

## مرض التبقع السبتوري
المسبب: Septoria nodorum
يصيب القمح والشعير والتريتيكالي

### الأعراض
بقع بيضاوية مستطيلة الشكل على الأوراق ذات لون بني فاتح تتميز بمركز أصفر على الشعير. بينما على أوراق القمح تكون البقع داكنة ومائلة للسواد عند اشتداد الإصابة، في الإصابات الشديدة تجف الجذور
(عفن جاف) ثم تموت البادرات المصابة، وعند إصابة الحبوب تظهر بقع بنية داكنة على الطرف الجنيني و يسمى المرض (النقطة السوداء) يناسب المرض الجو الدافئ والرطوبة العالية

### المكافحة
- كيميائية
- أصناف مقاومة

## التفحم نصف السائب
(التفحم السائب الكاذب)
المسبب : Ustilago nigra
يصيب الشعير فقط و هو من مجموعة التفحمات التي تصيب الأزهار

### الأعراض
تشابه التفحم السائب و لكن في نهاية الموسم يبقى على محور السنبلة جزء كبير من الجراثيم و لا تظهر محاور السنابل عارية في نهاية الموسم 
الحبوب عبارة عن كتل سوداء اللون محاطة بغشاء شفاف أكثر صلابة منه في حالة التفحم السائب .

### المكافحة
مطهرات فطرية بذرية جهازية

## التفحم المغطى
يصيب القمح : Tilletia caries
يصيب الشعير :Ustilago hordei

### الأعراض
تكون سنابل القمح المصابة داكنة اللون و منفرجة القنابع أكثر من السليمة و تتحول حبوب السنبلة إلى كتلة جرثومية متفحمة و عند فركها باليد أو أثناء الحصاد أو الدراس تتطاير جراثيم الفطر على شكل هباب أسود اللون له رائحة السمك المتعفن .

### طريقة العدوى
تحدث العدوى بواسطة البذور الملوث سطحها بجراثيم الفطر أو عن طريق التربة حيث تكمن الجراثيم , وعند توفر الظروف البيئية الملائمة حيث يلائم في القمح الجو البارد و درجة حرارة التربة من 5- 10مْ أما في الشعير من 10 – 15 مْ وخاصة عند الزراعة في تربة ذات محتوى قليل من الرطوبة ( خليط )
تساعد الزراعات العميقة على زيادة الإصابة بهذا المرض يترافق إنبات الحبوب مع إنبات جراثيم الفطر التي تخترق القمة النامية للبادرة قبل ظهورها فوق سطح التربة و تنمو داخل أنسجتها حتى تصيب الحبوب بتطفلها داخلها وتحولها لكتلة جرثومية مع بقاء الغشاء الخارجي سليماً .

### المكافحة
المطهرات الفطرية البذرية ـ أصناف مقاومة ـ الزراعة الغير عميقة و أن تتم إما عفيراً أو خضيراً .

## التفحم السائب
إصابة البادرات
يصيب القمح الفطر : Ustilago tritici
يصيب الشعير الفطر :Ustilago nuda 

### الأعراض
تظهر السنابل المصابة قبل السليمة بعدة أيام
تتحول حبوب السنابل إلى كتل سوداء في نهاية الموسم مغطاة بغشاء رقيق تمزقه الرياح فتظهر محاور السنابل عارية تماما.

### طريقة العدوى
تحدث العدوى بواسطة الجراثيم المحمولة بالرياح حيث يترافق انتشارها مع فترة إزهار السنابل السليمة فتسقط على الإزهار ثم تنبت و تصيب مبيض الزهرة و يكمن الفطر في أو بجانب جنين الحبوب و عند زراعة الحبوب في الموسم التالي ينمو الفطر ليصل إلى القمة النامية للنبات و في طور إزهار النبات ينشط الفطر
و يفتك بجميع أجزاء الزهرة و لا يبقى من السنبلة إلا محورها .

### المكافحة
مطهرات فطرية بذرية جهازية , استخدام الحرارة في قتل أبواغ الفطر,أصناف مقاومة .

## التفحم الجزئي
المسبب : Neovossia indica
يصيب القمح الطري فقط و لا يصيب الشعير , إلا أن بعض أصناف القمح القاسي و التريتيكالي قد تصاب بدرجة بسيطة جدا .

### الأعراض
بعض الحبوب المتفحمة في السنبلة الواحدة أو قد يتفحم جزء من الحبة فقط و ليس كلها و هذا ما يميزه عن مرض التفحم المغطى في القمح الذي يصيب جميع حبوب السنبلة 

### المكافحة
المطهرات الفطرية البذرية -أصناف مقاومة

## التفحم اللوائي (اللولبي)
المسبب : Urocystis agropyri 
و هو من مجموعة التفحمات التي تصيب البادرات 
و تنمو معها لتصيب النبات بشكل كامل يصيب القمح و لا يصيب الشعير

### الأعراض
النباتات المصابة تكون قصيرة ذات أوراق ملتوية 
و شحمية ثم تظهر بثرات متطاولة موازية للعروق الوسطى للورقة 
تنتقل الجراثيم من الأجزاء المصابة عند الحصاد أو الدراس فتلوث الحبوب و التربة و عادة ما تتكسر النباتات المصابة قبل نضج المحصول 

### المكافحة
مطهرات بذرية فطرية جهازية – أصناف مقاومة 

## التبقع الهلمنثوسبوري
المسبب :Helminthosporium sativum 
يصيب القمح و الشعير و التريتيكالي

### الأعراض
بقع بيضاوية مستطيلة الشكل على الأوراق ذات لون بني فاتح تتميز بمركز أصفر على الشعير . بينما على أوراق القمح تكون البقع داكنة ومائلة للسواد عند اشتداد الإصابة , في الإصابات الشديدة تجف الجذور
(عفن جاف ) ثم تموت البادرات المصابة , وعند إصابة الحبوب تظهر بقع بنية داكنة على الطرف الجنيني
و يسمى المرض (النقطة السوداء)
يناسب المرض الجو الدافئ و الرطوبة العالية

### المكافحة
- كيميائية
- أصناف مقاومة

## العفن الكلي
المسبب :
Gaeumannomyces graminis 
يصيب القمح و الشعير

### الأعراض
نموات فطرية سوداء تحت أغماد الأوراق قرب سطح التربة مصحوبة بعفن جاف لقاعدة الساق أو الجذور حيث تصبح بنية غامقة أو سوداء لامعة .
النباتات المصابة أقصر و معرضة للرقاد والكسر .
السنابل تنضج قبل أوانها و تكون بيضاء اللون خالية من الحبوب .
تؤدي الإصابة المبكرة إلى تلون الجذور باللون البني ثم تعفنها يتبعه موت كامل للنبات .
الأصناف الشتوية تصاب أكثر من الربيعية.

### المكافحة
- دورة زراعية مناسبة
- إتلاف بقايا المحصول السابق
- معقمات فطرية بذرية جهازية

## الارجوت
المسبب :Claviceps purpurea
يصيب القمح و الشعير

### الأعراض
افرازات عسلية صفراء على السنابل خلال فترة الإزهار 
مع تقدم الإصابة تتحول بعض الحبوب إلى أجسام حجرية سوداء اللون طويلة, صلبة تشبه القرون

### المكافحة
- أصناف مقاومة
- فلاحة عميقة لطمر الأجسام الحجرية ( مصدر العدوى )
- مكافحة الحشائش النجيلية حول الحقول

## الجرب ( لفحة السنابل)
المسبب : Fusariun spp
يصيب القمح و الشعير

### الأعراض
سنابل بيضاء اللون تنمو على عصافاتها نموات فطرية حمراء أو أرجوانية 
السنابل لا تحمل عادة حبوباً و إن وجدت تكون قليلة و ضامرة الإصابة المبكرة تؤدي لموت البادرات أما الإصابة المتأخرة فتسبب ضعفاً عاماً للنبات و ضموراً للحبوب المتكونة و عدم صلاحيتها للطحين .
يناسب المرض درجات حرارة مرتفعة نسبياً و الرطوبة العالية (الري الرذاذي)

### المكافحة
- دورة زراعية مناسبة
- مطهرات فطرية بذرية جهازية

## تخطيط الشعير
المسبب: 
gramineum Helminthosporium
يصيب الشعير فقط

### الأعراض
تظهر على البادرات بشكل خطوط طولية خضراء اللون باهتة تمتد على طول الأوراق
و مع تقدم الإصابة تتحول للون الأبيض ثم البني , تبقى النباتات متقزمة و السنابل ضامرة بنية تحتوي حبوب بنية اللون ضعيفة الإنبات .

### المكافحة
- مطهرات بذرية جهازية
- التخلص من بقايا المحصول السابق
- إتباع دورة زراعية مناسبة

## التبقع الشبكي
المسبب :teres Helminthosporium
يصيب الشعير و التريتيكالي

### الأعراض
بقع بنية على الأوراق ذات تخطيطات شبكية في المراحل الأولى للإصابة بهالة صفراء كما يصيب هذا الفطر الحبوب.

### المكافحة
- التخلص من بقايا المحصول السابق
- إتباع دورة زراعية مناسبة
- أصناف مقاومة
- مطهرات بذرية جهازية

## السفحة أو اللسعة
المسبب :Rhynchosporium secalis
يصيب الشعير و لا يصيب القمح

### الأعراض
بقع مستطيلة و غير منتظمة , ذات لون أصفر باهت و محاطة بحلقة بنية داكنة , يمكن أن تظهر البقع على السنابل و الحبوب .
عند اشتداد الإصابة يجف كل أو جزء كبير من الأوراق 

### المكافحة
- أصناف مقاومة
- معقمات فطرية جهازية للبذار
- مبيدات فطرية
- التخلص من بقايا المحصول السابق